# 張世平
張 世平（ちょう せいへい、生没年不詳）は、三国志に登場する後漢末期の商人。世平が字であると伝わる。

## 生涯
中国、中山群にて馬商人として、大金を稼ぐ。
同じく馬商人の蘇双と共に幽州で商売をしている頃に、当時暴れまわっていた黄巾賊を討伐せんとする劉備と出会う。劉備が資金に困っていることを知ると、惜しむことなく大金を援助した。劉備に「何故、援助をしてくれるのか」と尋ねられると、「貴方を奇貨と判断した故、将来返済してくれればそれでいい」と答えた。
しかし、「三国志」のなかには、劉備が世平に金を返済する描写はない。